# Ligaria dentata
Ligaria dentata är en bönsyrseart som beskrevs av Giglio-Tos  1915. Ligaria dentata ingår i släktet Ligaria, familjen Mantidae, underfamiljen Chroicopterinae och tribus Chroicopterini. Inga underarter finns listade i Catalogue of Life. Typexemplaret insamlades i Namibia.